# میلان لیوبنوویچ
میلان لیوبنوویچ (انگلیسی: Milan Ljubenović؛ ۳۰ ژانویهٔ ۱۹۳۲ – ۲۸ اوت ۱۹۸۹) بازیکن فوتبال اهل یوگسلاوی بود.
وی همچنین در تیم ملی فوتبال یوگسلاوی بازی کرده‌است.